# 片山力夫
片山 力夫（かたやま りきお、1925年〈大正14年〉2月23日 - 1992年〈平成4年〉4月26日）は、日本の政治家。兵庫県相生市長（3期）。

## 来歴
現在の兵庫県相生市出身。兵庫師範学校卒業。相生市教育委員会学校教育課長、相生市立相生中学校校長、相生市教育長を経て、1981年相生市長に当選。3期務め、1992年脾臓リンパ腫により、在任中に死去した。